# Leonard Blumenthal
Leonard Mascot Blumenthal – amerykański matematyk.

## Życiorys
Tytuł doktora otrzymał w 1927 roku na Uniwersytecie Johna Hopkinsa. Swoją rozprawę doktorską, zatytułowaną Lagrange Resolvents in Euclidean Geometry, napisał pod kierunkiem Franka Morleya. Przez większość swojej kariery naukowej wykładał na Uniwersytecie Missouri. Był autorem książki A Modern View of Geometry oraz wielu prac z dziedziny geometrii.